# Carlos Augusto de Figueiredo Monteiro
Carlos Augusto de Figueiredo Monteiro (Teresina, 23 de março de 1927 — Campinas, 13 de julho de 2022) foi um dos principais geógrafos e climatologistas brasileiros. Sua tese de livre-docência Teoria e Clima Urbano (1975) é um marco nos estudos da climatologia geográfica. Doutor (1967) e Livre-Docente (1975) em Geografia pela USP (Universidade de São Paulo) em 1967 e Professor Emérito da Faculdade de Filosofia, Letras e Ciências Humanas dessa mesma universidade, ele é considerado o pai da análise rítmica, método de análise amplamente utilizado nos estudos de climatologia geográfica, como clima urbano.

## Carreira
Formou-se em Geografia e História em 1950, na Faculdade Nacional de Filosofia, da antiga Universidade do Brasil, a atual UFRJ. Desde então tem sido incansável educador e pesquisador, autor de numerosas obras que lhe consagraram personalidade de renome na Geografia brasileira e internacional. De 1951 a 1953, na França, foi estagiário do Laboratório de Geomorfologia da École Pratique de Hautes Études e do Laboratório de Sedimentologia da École Nationale d'Agronomie.
De volta ao Brasil, foi professor de Geografia Física de 1955 a 1959 na Faculdade Catarinense de Filosofia, que hoje integra a UFSC (Universidade Federal de Santa Catarina), em Florianópolis. De 1960 a 1964, lecionou a mesma disciplina na Faculdade de Filosofia, Ciências e Letras de Rio Claro, que deu origem aos atuais Instituto de Biociências e Instituto de Geociências e Ciências Exatas, ambos do campus de Rio Claro da Unesp (Universidade Estadual Paulista). 
De 1966 a 1967 foi professor de Geomorfologia do Instituto de Ciências da UnB (Universidade de Brasília). Em 1968, transferiu-se para o Departamento de Geografia da USP, onde lecionou diversas disciplinas de Geografia Física até sua aposentadoria em 1987 (Introdução à Geografia Física, Fundamentos de Climatologia, Climatologia Sistemática e Regional, Fisiologia da Paisagem, Geomorfologia Climática e Litorânea, Climatologia Agrária, Climatologia Urbana, Conservação dos Recursos Naturais, Biogeografia e Geomorfologia Estrutural). 
Entre os anos 1982 a 1983, Carlos Augusto foi professor visitante no Japão, na Universidade de Tsukuba. 
Entre 1987 e 1990, depois de aposentado da USP, ele foi professor dos cursos de Pós-Graduação em Geografia das Universidades Federais de Santa Catarina (UFSC) e de Minas Gerais (UFMG). Desde a aposentadoria "se entregou a outras duas paixões, a literatura e a filosofia".

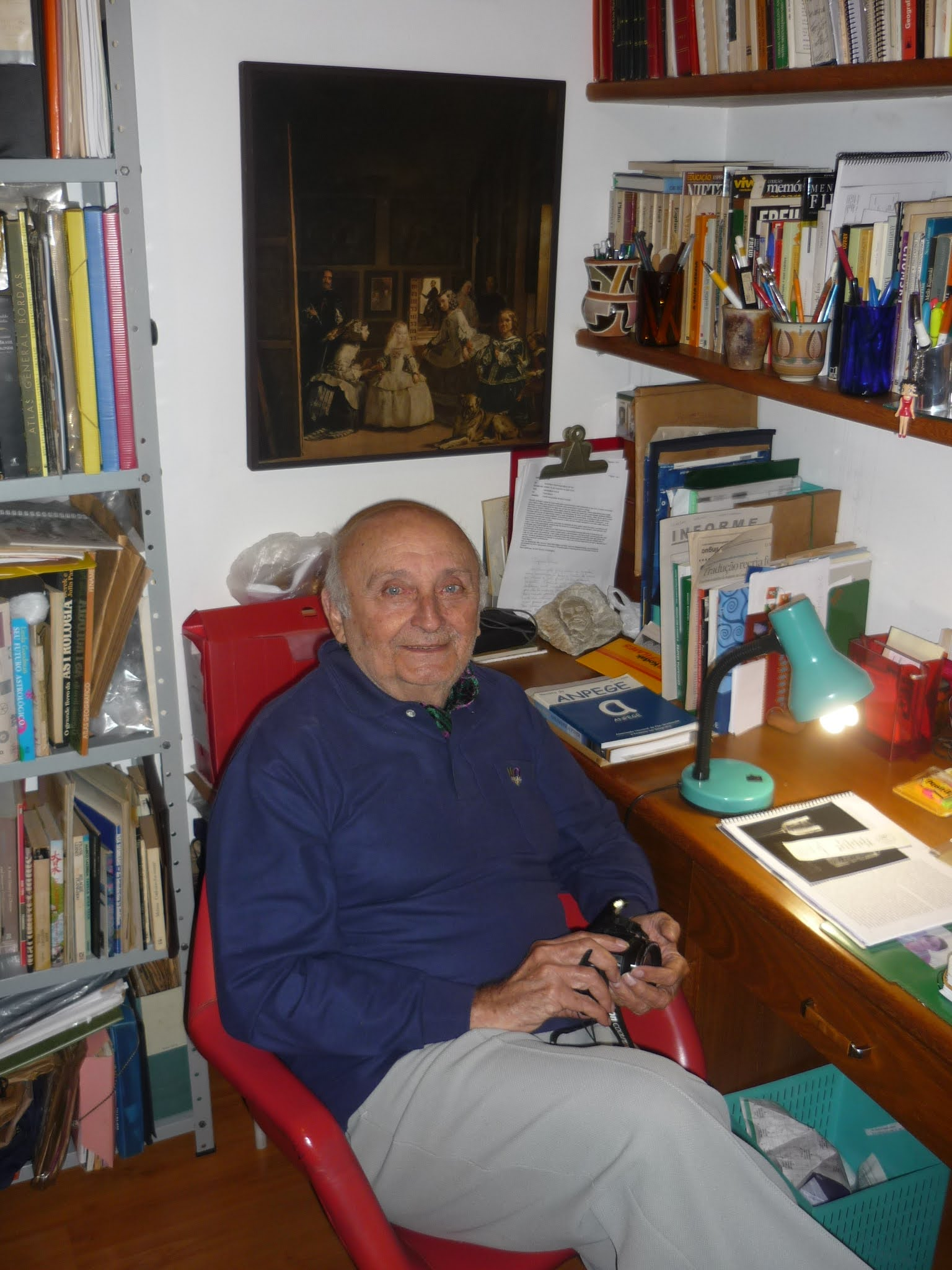
Carlos Augusto de Figueiredo Monteiro em seu escritório localizado em sua residência em Campinas, São Paulo, em 2009

Em seus últimos anos o professor Carlos Augusto de Figueiredo Monteiro viveu na cidade de Campinas, estado de São Paulo. Na manhã de 13 de Julho de 2022 ele faleceu na mesma cidade.

## Homenagens e títulos
Em 2000 recebeu o título de Doutor Honoris Causa pela Universidade do Estado do Rio de Janeiro (UERJ). Também recebeu em 26/06/2003 o título de professor-emérito da Faculdade de Filosofia, Letras e Ciências Humanas da Universidade de São Paulo.
Em 2017, recebeu o título de Cidadão Honorário do Município de Florianópolis, Santa Catarina.

## Livros publicados
- MONTEIRO, CARLOS, A. F., O Cristal e a Chama. Dourados: Editora UFGD, 2013. 287 p.
- MONTEIRO, CARLOS, A. F., Depoimento Reflexivo sobre a produção de um geógrafo brasileiro da segunda metade do século XX. Alagoas: EdUneal, 2013. 133 p.
- MONTEIRO, CARLOS, A. F., Introdução à história da Amazônia brasileira. Manaus: Editora da Universidade Federal do Amazonas, 2012. 144p.
- MONTEIRO, CARLOS. A. F., Geografia Sempre - O homem e seus mundos. Edições Territorial, 2008.
- MONTEIRO, CARLOS. A. F., A questão ambiental na Geografia do Brasil. Florianópolis: Editora da UFSC, 2003. 49 p.
- MONTEIRO, CARLOS. A. F., O mapa e a trama - ensaios sobre o conteúdo geográfico em criações romanescas. Florianópolis: Editora da UFSC, 2002. 242 p. Para comprar
- MONTEIRO, CARLOS. A. F., MENDONCA, F. - Clima Urbano. São Paulo: Contexto, 2002. 192 p.
- MONTEIRO, CARLOS. A. F., Geossistemas - História de uma procura. São Paulo: Editora Contexto, 2001. v. 01. 154 p.
- MONTEIRO, CARLOS. A. F., O Estudo Geográfico do Clima. Florianópolis: Editora da UFSC, 1999.
- MONTEIRO, CARLOS. A. F., Tempo de Balaio - uma sinopse da evolução histórica do Piauí a partir da situação vigente no meado do século XIX, após a consumação da Guerra dos Balaios, quando da mudança do capital. Edição Piloto do Autor, 1993. 339 p.
- MONTEIRO, CARLOS. A. F., Rua da Glória. Edição Piloto do Autor, 1993. 1520 p.
- MONTEIRO, CARLOS. A. F., Clima e Excepcionalismo - conjecturas sobre o desempenho da atmosfera como fenômeno geográfico. Florianópolis: Editora da UFSC, 1991. v. 01. 239 p.

## Artigos Disponíveis On-line
- MONTEIRO, CARLOS. A. F. A América Latina: da criação passada à invenção necessária. Em publicação: América Latina: cidade, campo e turismo. Amalia Inés Geraiges de Lemos, Mónica Arroyo, María Laura Silveira. CLACSO, Consejo Latinoamericano de Ciencias Sociales, San Pablo. Dez. 2006. Site da CLACSO

- MONTEIRO, CARLOS. A. F. Interdisciplinaridade, meio ambiente e desenvolvimento: limitações e desafios da/à sociedade brasileira. Desenvolvimento e Meio Ambiente, n. 10, p. 61-66, jul./dez. 2004. Editora UFPR Revista Desenvolvimento e Meio Ambiente